# 欧仁·弗雷斯
欧仁·弗雷斯（法語：Eugène Fraysse，1879年8月24日—？），法国男子足球运动员，司职前锋。他曾代表法国俱乐部队参加1900年夏季奥林匹克运动会足球比赛，获得一枚银牌。